# Ретрогейминг

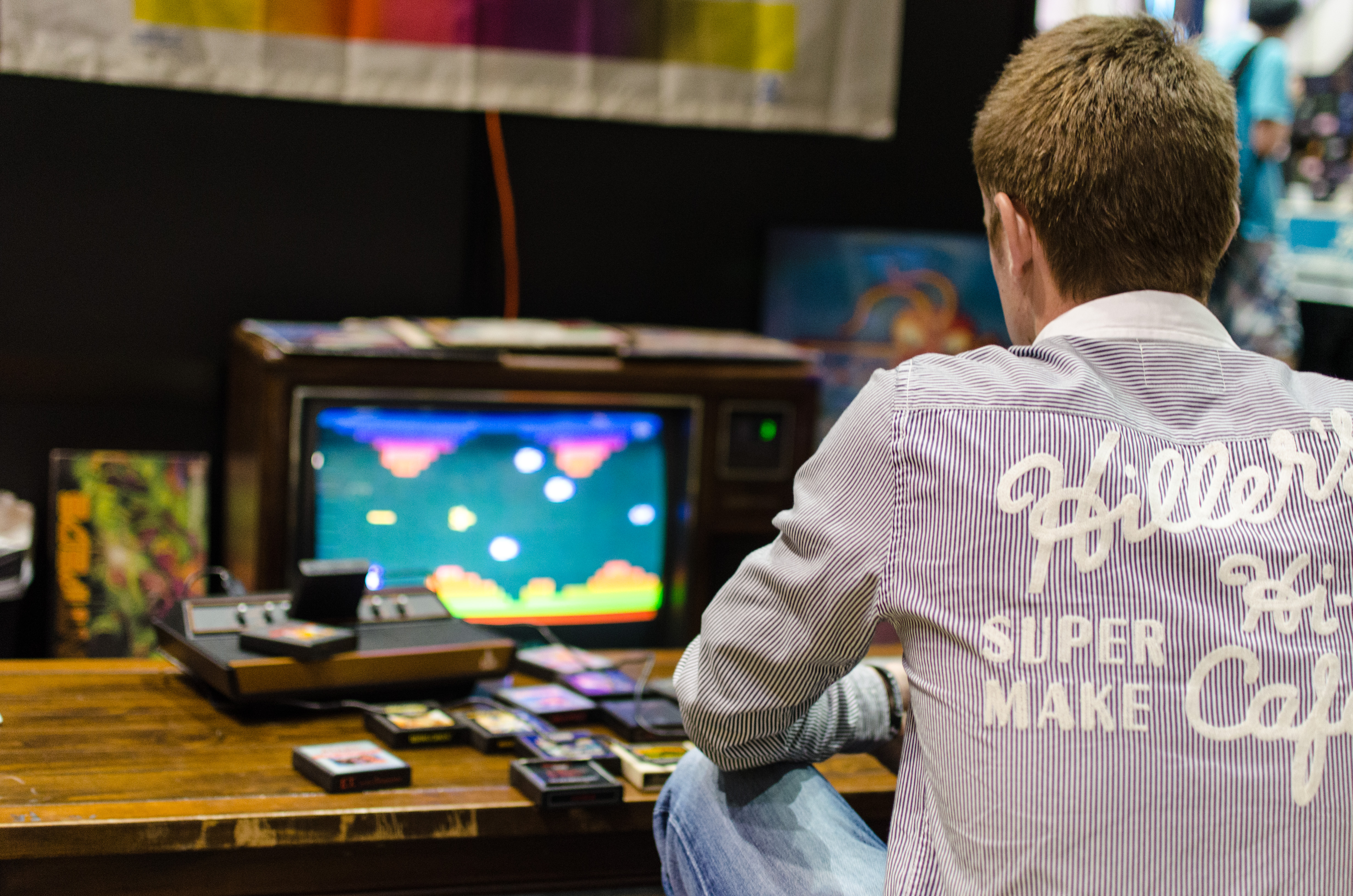
Мужчина играет на приставке Atari 2600

Ретрогейминг (англ. retrogaming), классический гейминг (англ. classic gaming) или олдскульный гейминг (англ. old school gaming) — определение, подразумевающее ностальгическое увлечение старыми играми, как правило с пиксельной графикой. Так как некоторые люди, увлекающиеся старыми играми, на основе общих интересов объединяются в группы, ретрогейминг также можно называть субкультурой. Предметом интереса у ретрогеймеров становятся устаревшие игры и приставки, давно снятые с продаж, порты старых игр. Своё увлечение ретрогеймеры объясняют ностальгией, аутентичностью, увлечением ретро-стилистикой, эпохами прошлого и т.д.. Вместе с общим старением аудитории геймеров продолжает расти и интерес к ретрогеймингу.
Ретрогейминг как явление возникло практически с рождения самой игровой индустрии, но приобрело особую популярность вместе с распространением интернета и программ, позволяющих запускать эмуляции видеоигр. Ретрогейминг связан с движением электронного архивирования и культурой ремиксов. Ретрогейминг также означает создание новых игр, выдержанных в стиле старых игр. Увлечение старыми играми способствовало возникновению отдельной отрасли в игровой индустрии, занимающейся перевыпуском старых игр и старых игровых приставок.
Ретрогейминг рассматривается как одно из направлений в ретрокомпьютинге — увлечении старыми компьютерами и программным обеспечением к ним. Под ретрогеймингом также может пониматься увлечение не самими старыми играми, а их художественной эстетикой, в том числе пиксель-артом или чиптюном. Это выступает важной частью субкультуры демосцены.

## Описание
Ретрогейминг зародился ещё в 1970-е годы на Западе почти сразу же после зарождения игровой индустрии. В то время компьютерные игры и приставки мгновенно становились популярными и так же быстро устаревали вместе с выпуском более современных и улучшенных приставок и игр. Уже тогда некоторые игроки начали формировать сообщества и клубы, где обсуждали и играли в устаревшие, потерявшие популярность игры. Тем не менее ретрогейминг как современный феномен возник в 1990-е годы вместе с возникновением интернета и онлайн-форумов. Этот же период пришёлся на взросление первого поколения геймеров, родившихся между 1966 и 1976 годами и заставших первые игровые приставки и аркадные автоматы.
Впервые определение «ретро» было применено к компьютерным играм в журнале RetroGames, выпущенном в 1997 году совместно Робертом Фразуром и Turbo Zone Direct. Редакция журнала занималась продажей и починкой уже тогда устаревших игровых приставок Turbografx-16, Sega Master System и NES. В 1998 году редакция запустила сайт retrogames.com, публикующий эмуляции устаревших игр. Интерес к ретрогеймингу сильно возрос на рубеже XX и XXI веков вместе с началом массового выпуска трёхмерных игр для игровых приставок шестового поколения и выше. Под ретрогеймингом стали подразумеваться приставки пятого поколения и ниже, выпущенные к ним игры или все игры, выпущенные в эпоху аналогового телевидения и созданные для экранов с разрешением 4:3. Разработчики, увлекающиеся ретрогеймингом, стали создавать игры в ретростилистике — с двухмерной графикой, ограниченной цветовой палитрой. Прежде всего это инди-игры. Нет чёткого критерия, определяющего, какие игры можно причислять к ретро, а какие — нет. Это становится почвой для постоянных споров среди ретрогеймеров. Общественное и коллективное восприятие ретроигр меняется со временем: если изначально под этим определением строго понимались двухмерные игры 8- и 16-битной эры, то со временем к ретроиграм стали причислять и игры ранней 3D-эпохи или начала 2000-х годов.
Ретрогейминг особенно популярен в Японии с 2000-х годов. Ностальгию по старым играм активно эксплуатирует компания Nintendo, рьяно защищая авторские права своих старых игр и периодически выпуская ремейки или ремастеры своих старых игр серии Mario или запуская интернет-сервисы с библиотекой своих старых игр — Virtual Console или Nintendo Switch Online.

### Винтажный ретрогейминг

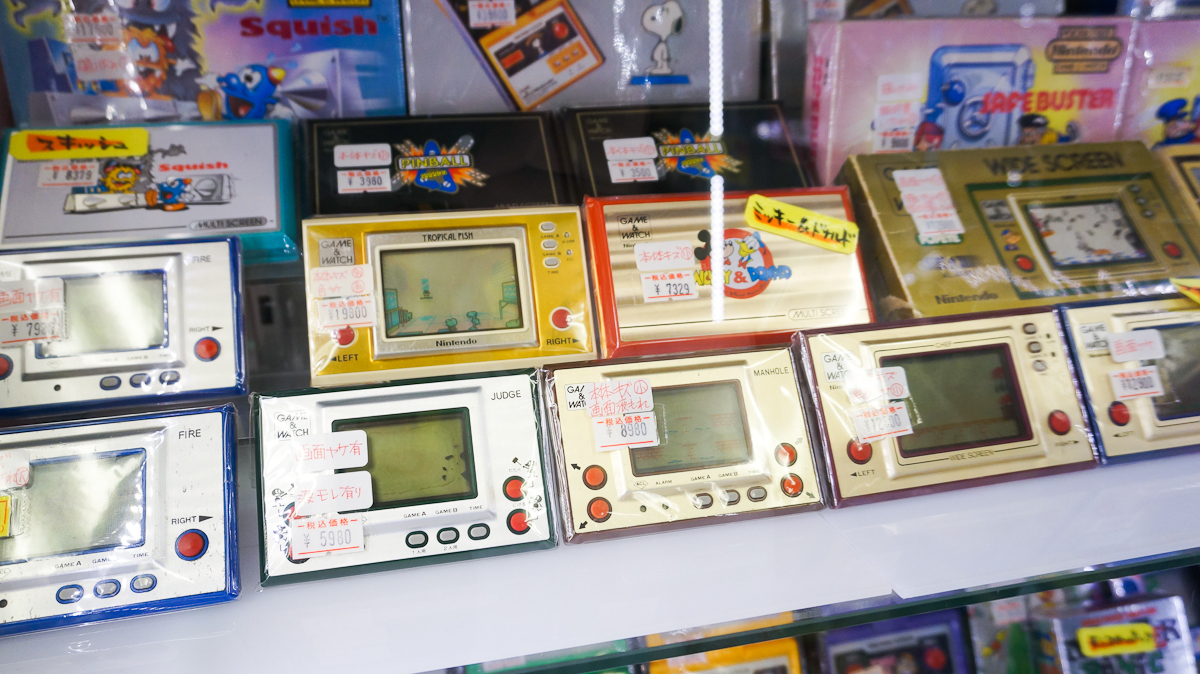
Продажа подержанных Game & Watch

Под винтажным ретрогеймингом подразумевается не только увлечение старыми играми, но и коллекция старых, оригинальных носителей — игровых приставок, картриджей, дисков, игрового оборудования и прочей связанной со старыми играми продукции. Некоторые из этих предметов ввиду своей редкости могут быть очень труднодоступными и дорогими. Также ретрогеймеры, коллекционирующие старое оборудование стараются приобрести кинескопный телевизор, выступающий важной частью в ностальгическом погружении.
Чтобы добыть редкий предмет, коллекционеры постоянно посещают блошиные рынки, бартерные магазины и отдельные аукционные площадки. Цена на старое оборудование, как правило, ниже, чем его изначальная розничная цена. В Японии распространены комиссионные магазины, продающие игры и игровое оборудование. Некоторые сайты, посвящённые ретрогеймингу, составляют подробные инструкции, как подключать старые приставки к современным телевизорам.
Коллекционеры старой техники и игровых носителей могут стать целью для мошенников, создающих поддельную продукцию, не представляющую никакой коллекционной ценности. Вместе к ростом популярности ретрогейминга и его коммерциализации, компании вроде Electronic Arts или Sega стали повторно выпускать старые игровые приставки с рядом улучшений, например, встроенной библиотекой старых игр

### Эмуляция старых игр
Эмуляция старых игр выступает важной частью культуры ретрогейминга и фактически сформировала эту субкультуру в её современном виде вместе с возникновением интернета и сайтов, публикующих эмуляции. Игры из 80-х и 90-x годов выпускались на носителях и для оборудования, которое зачастую даже в подержанном виде сложно добыть. Эмуляции, доступные бесплатно в интернете, позволили многим геймерам, давно выбросившим свои старые приставки, насладиться играми детства. Существуют разные способы скопировать данные игры (ПЗУ) с картриджей или дискет, эти игры затем публикуются в интернете для бесплатной загрузки. GOG.com — сайт, известный тем, что стремится приобрести права на заброшенные правообладателями игры и публикует их без защиты DRM. Есть также компании Limited Run Games и iam8bit, которые занимаются публикацией старых игр.
Также старые игры могут официально издаваться в составе сборников, где несколько игр помещаются в эмулятор. Именно ретрогейминг связывают с популяризацией и доступностью эмуляций и эмуляторов — программ, имитирующих работу другого оборудования (например, игровых консолей) или ПО на ПК. Иногда ретро-игры могут выпускать для современных игровых приставок или компьютеров, однако в этом случае речь не идёт об эмуляции, так как перерабатываются исходные файлы игры ПЗУ. Такие игры выпускают как часть коллекции в цифровом виде или на физическом носителе, также коллекции старых игр загружают в портативные телеконсоли. Такие приставки имеют встроенную библиотеку игр, чаще всего от Atari, Sega или Nintendo. В эти игры можно играть при подключении приставки к телевизору. Вместе с ростом спроса на старые игры, их перевыпуском и защитой авторских прав стали заниматься некоторые крупные игровые издатели, такие как Nintendo или EA Games. В 2000-е годы ретрогейминг стал важной и прибыльной частью игровой индустрии.

### Авторские права
Основная проблема вокруг старых игр связанна с их неясным авторским статусом. С одной стороны практически всегда это заброшенное программное обеспечение, то есть правообладатель не выпускает и не поддерживает его, с другой стороны срок действия авторских прав в большинстве стран превышает само существование игровой индустрии. Эмуляции обычно создаются третьими лицами, не имеющими отношения к владельцам авторских прав. Они размещают копии игр бесплатно на специальных сайтах. Фактически это незаконная деятельность, и распространение эмуляций можно считать пиратством. Некоторые компании, в частности Nintendo, активно борются с нелегальным распространением своих старых игр в интернете. Однако большинство разработчиков и издателей игнорируют эмуляции, так как чаще всего они не занимаются распространением этих игр и судебные иски против создателей эмуляций несут убытки компании.

## Игры
Ретрогейминг может применяться к разным явлениям игровой индустрии: это могут быть ремейки или ремастеры старых игр с некоторыми улучшениями, например усовершенствованной графикой, или создание новых игр, выдержанных в «ретро-стиле» старых.
Часто ремейки или демейки известных игр создают фанаты на безвозмездной основе — так называемые фанатские игры, по причине того, что правообладатели довольно быстро отказываются от поддержки и распространения своих игр (abandonware). Ремейки или создание игр в ретро-стиле тесно связано с развитием чиптюна в контексте ретроперспективы и ностальгии. Чиптюн, выдержанный в стиле 8- или 16-битной музыки, популярен в играх в стиле ретро, а также среди поклонников демосцены.

### Ремейки
Так как многие успешные игры из прошлого по-прежнему имеют множество старых поклонников, некоторые игровые издатели могут перевыпускать эти игры, улучшая в них графику, игровой процесс и т. д., чтобы заново продать продукт игровой аудитории. Ремейки делятся на несколько типов в зависимости от характера изменений; собственно самим «ремейком» называются игры, где не просто была улучшена графика, но и, например, переработан интерфейс, расширен игровой процесс и добавлен игровой материал, например, новые персонажи. Примеры ремейков — The Legend of Zelda: Link's Awakening и Pokémon Brilliant Diamond and Shining Pearl, где игровой процесс из оригинальных двухмерных игр был перенесён в трёхмерную среду. Если игра подвергается значительной доработке, но при этом игровой материал остаётся практически неизменённым, её принято называть «ремастером». Например это Mass Effect: Legendary Edition.
Так как многие игры, подвергшиеся ремейку или ремастерингу, обладают культовым статусом у ретрогеймеров, ремейк или ремастеринг игры должен проводиться осторожно, переработка игрового процесса и визуальной части требует бережного отношения к первоисточнику и самого главного — сохранения оригинального духа игры. В противном случае старые фанаты устроят скандал и ревью-бомбинг, обвиняя разработчиков в неуважении к первоисточнику. Многие особенности старых игр, например густой туман в Silent Hill, были добавлены из-за аппаратных ограничений приставок того времени. Тем не менее они признаются геймерами их неотъемлемыми атрибутами, а не недостатками. Скандалы, сопровождающие ремейки/ремастеринги, чаще всего касаются исключения подобных особенностей из игр.
Ремейки могут создаваться как самими правообладателями, так и совместными усилиями фанатов устаревших игр, например это проекты OpenRA на основе Command & Conquer или Pioneers на основе Frontier: Elite 2.

### Демейки

Пример «демейка» (слева) игры God of War: Ragnarök 2022 года с изображением Ёрмунганда. В этом случае графика выдержана в стиле игры из начала эпохи трёхмерных игр рубежа 1990-х и 2000-х годов

Демейк — обратное явление ремейку, когда на основе современной игры создаётся её упрощённая или «состаренная» версия с более простой графикой, музыкой и другими игровыми элементами, но с сохранением оригинальных игровых механик, дизайна уровней и сюжетной линии. Демейк предполагает не просто упрощение, а придание эстетики устаревшей игры. Пример такой игры — Gang Garrison 2, двухмерный клон Team Fortress 2. В отличие от ремейков/ремастеров, демейки создаются энтузиастами. Они могут делать эти игры совместимыми для игры на старых приставках. Демейки также пользуются популярностью у ретрогеймеров, которым интересно представить себе, как могли бы выглядеть современные игры в эпоху их молодости или детства.
В интернете активно небольшое сообщество разработчиков-любителей, создающих копии известных игр в стиле 8- и 16-битных игр. Первые упрощённые игровые клоны создавались для аппаратных клонов приставки Famicom в Китае ещё до появления этого понятия. Известный пример такого клона — Final Fantasy VII для Famicom.

### «Ретро»-игры
Игры, выдержанные в ретро-стиле, или «нео-ретро», также пользуются большой популярностью у ретрогеймеров и выпускаются инди-разработчиками. Ретростиль позволяет экономить на разработке графики без потери визуального и эстетического качества игры. Также игры, выдержанные в стиле ретро, предлагают оригинальные механики и визуальные трюки, которые невозможно было бы воплотить с имеющимися технологиями несколько десятилетий назад. Инди-разработчики, как правило, сильно ограничены денежными средствами и ресурсами, что не позволяет им создать игру с продвинутой графикой и трёхмерной средой в хорошем качестве. Создание двухмерной игры в ретро-стиле выступает отличным компромиссом: ограничения, налагаемые на качество изображения и звука в старых играх, позволяют инди-разработчикам сконцентрироваться на проработке игрового процесса и дизайна уровней. Напротив, крупные издатели игр избегают разработки «ретро»-игр, предпочитая концентрироваться на разработке мейнстримных игр, гарантированно приносящих высокие доходы с продаж.
«Ретро»-игры создаются не только для старых игроков, благодаря им ретро-эстетикой начинают интересоваться и новые игроки. «Ретро»-игры не обязательно должны содержать пиксельную графику и ретро-эстетику, это также может быть создание интерфейса, игрового процесса и дизайна уровней, типичного для старых игр, как, например, в Pillars of Eternity.
С ретро-стилем прочно связан игровой жанр метроидвания, само определение зародилось в 2000-е года, чтобы обозначить двухмерные игры, в целом копирующие игровой процесс, дизайн двухмерных уровней и эстетику игр серии Metroid и Castlevania из 80-х и 90-х годов. Имитация старой, 8- или 16-битной пиксельной графики является хоть и не обязательной, но одним из основных качеств игр жанра метроидвании.
| |  |  |  |
| Скриншоты игр Celeste, Fez, Broforce и Nidhogg. Создатели инди-игр часто прибегают к ретро-эстетике. |  |  |  |

## Влияние
Поклонники старых игр могут организовывать тематические клубы. Ретрогеймингу посвящены некоторые игровые выставки — Retro Gaming Expo, Retro World Expo, RetroGameCon, SoCal Gaming Expo и другие. Ретрогеймеры формируют довольно крупные и активные онлайн-сообщества. Сайты, посвящённые ретрогеймингу, включают обзоры старых игр, интервью с разработчиками, фанатский материал, пошаговые руководства по играм и доски объявлений. Старые игры пользуются популярностью у спидраннеров и игроков, стремящихся побить игровые рекорды. С ретрогеймингом связаны поклонники файтингов Street Fighter и Mortal Kombat, создаваемых изначально для игровых автоматов. Некоторые файтинги продолжали выпускаться для аркад даже после окончания аркадной эпохи, например Super Street Fighter II Turbo.
Старым играм посвящается множество музейных выставок или даже целые музеи, например это Берлинский музей компьютерных игр, выставка The Art of Video Games, организованная в Смитсоновском музеем американского искусства. Национальный музей игр в Нью-Йорке в 2015 году открыл всемирный зал славы видеоигр, в котором добавляются игры в основном из 1980-х и 1990-х годов.
Ретрогейминг способствовал популяризации пиксельной графики как художественного направления — пиксель-арта с 2010-х годов. В частности возрождение интереса к пиксель-арту происходило вместе с массовым выпуском инди-игр с пиксельной графикой, особенно Superbrothers: Sword & Sworcery EP, Fez, Papers, Please, Shovel Knight, Stardew Valley, Octopath Traveler и других. Скриншоты из Sword & Sworcery становились вирусными в социальных сетях, способствуя развитию пиксель-арта. Пиксель-арт является важным элементом субкультуры демосцены. С ретрогеймингом также связано развитие музыкального жанра чиптюна, или «8-битной музыки», имитирующей простое тональное сопровождение в старых играх, в качестве образца берётся, как правило, музыка из игр для Game Boy.

## Критика и анализ

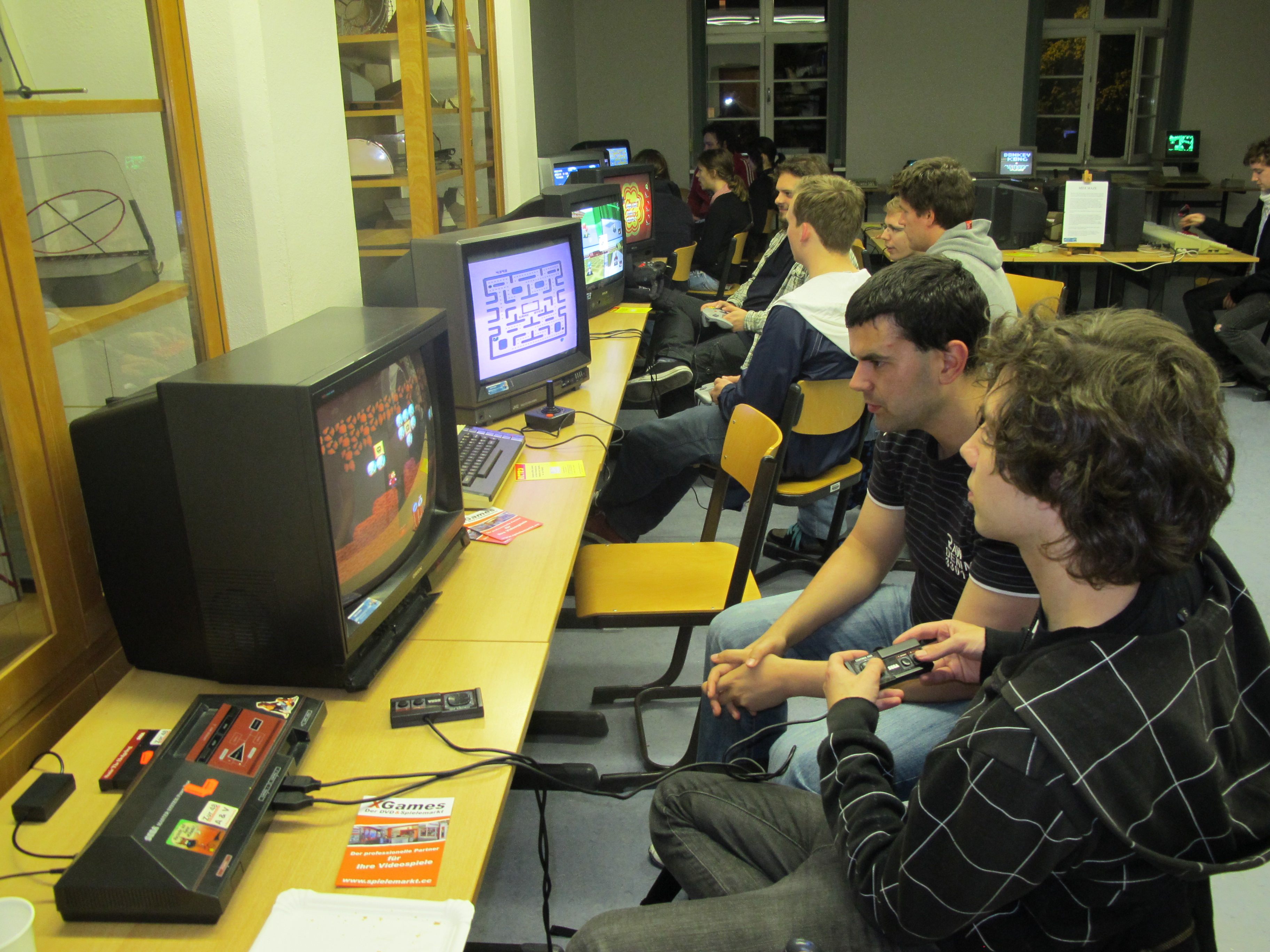
Люди играют в старые игры на старых приставках

Дэвид С. Хайнеман c сайта GamesCriticism, анализируя феномен ретрогейминга, заметил, что он связан с общественной памятью, основанной не на реальном прошлом, а на его интерпретации. Как правило, ретрогеймеры воспринимают старые игры через призму идеализации и романтизации в сравнении с тем, как эти игры воспринимались общественностью или даже разработчиками в момент их выхода. Редактор журнала VC заметил, что ностальгирующие по старым играм — те, кто сформировал свои вкусы в период актуальности этих игр, и поэтому по многим причинам старые игры могут казаться им лучше, новые же игры они склонны ругать. Это естественная часть старения, аналогично поколение бэби-бум может считать лучшей музыку и кино из периода их молодости (1960-е — 1980-е года).
Ретрогеймеры состоят в основном из людей старше 30 лет, для которых самая явная мотивация любить старые игры — ностальгия по прошлому, по времени, когда они, ещё будучи детьми или подростками, опробовали свои первые игры и которые в их восприятии являются самыми лучшими. Возраст человека прямо влияет на то, по каким играм он будет ностальгировать, например, люди старше 45 лет ценят в старых играх социальный опыт и простой геймплей, типичный для игр аркадного бума рубежа 70-х и 80-х годов. В постсоветском пространстве в компьютерные игры начали играть с 1990-х годов, поэтому к так называемым «олдскульным» принято причислять игры, выпущенные между второй половиной 1990-х и первой половиной 2000-х годов.
Хотя это применимо и к другим старым произведениям, например кино, театру, литературе и т. п., именно старые игры собрали вокруг себя самое крупное и сплочённое сообщество поклонников. Хайнеман предположил, что причина кроется в том, что из всех произведений именно игры обеспечивают погружение в свои миры и истории через игровой процесс, иногда позволяя влиять на развитие сюжета.
Ретрогеймеры становились предметом отрицательного внимания после инцидента с убийством женщины-ретрогеймера. Так как ностальгия ретрогеймеров приходится на эпоху, когда в компьютерные игры играли преимущественно мальчики и мужчины, часть из них отрицательно относятся к тому, что современные игры популярны у женщин и учитывают их интересы, называя это вторжением идеологии феминизма. Среди основной массы ретрогеймеров такие люди в меньшинстве, тем не менее они могут устраивать травлю против немногочисленных женщин-ретрогеймеров, считая недопустимым их участие в ретрогейминге.

## Галерея

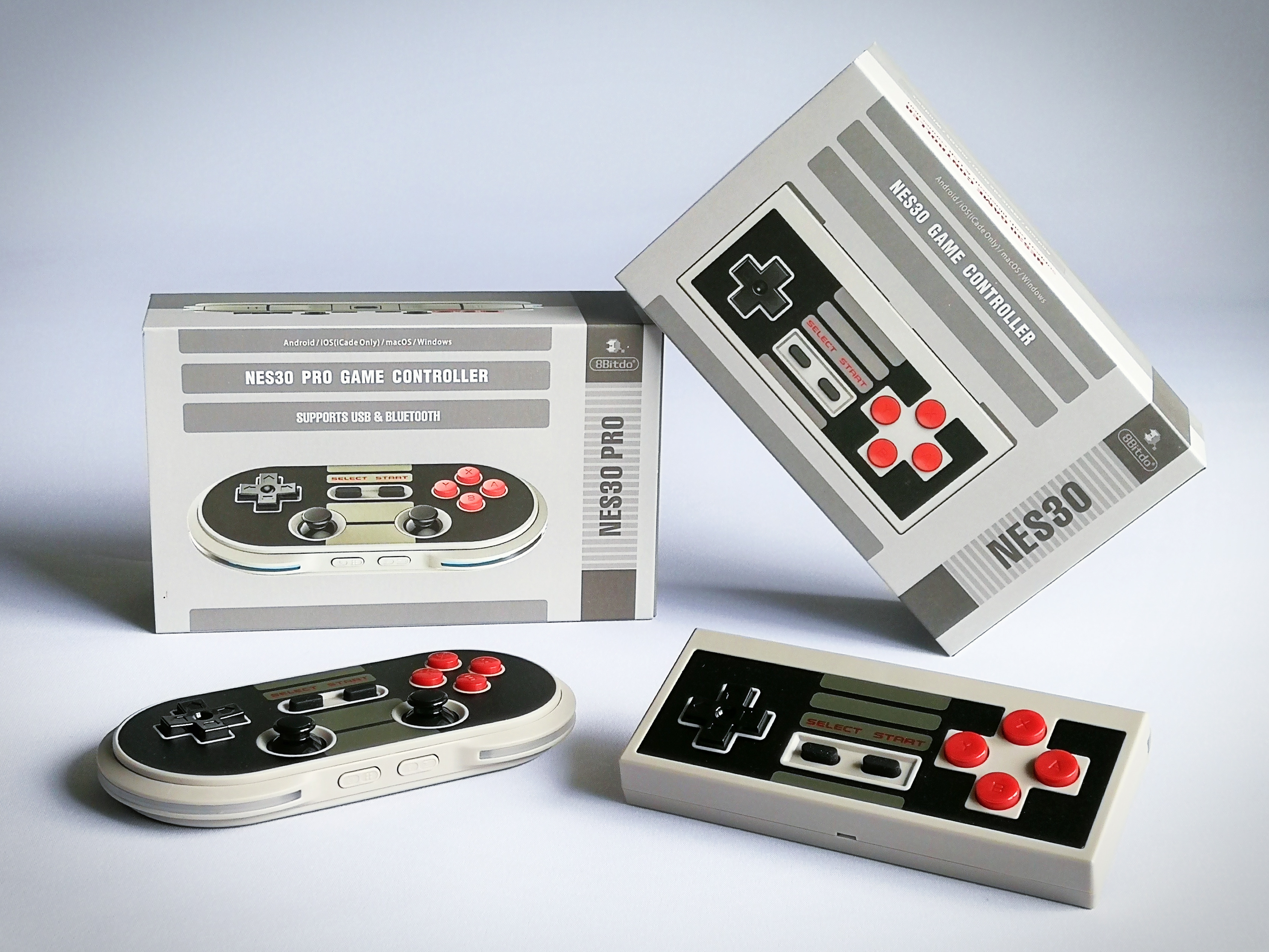
Новая версия Геймпадов NES с поддержкой Bluetooth
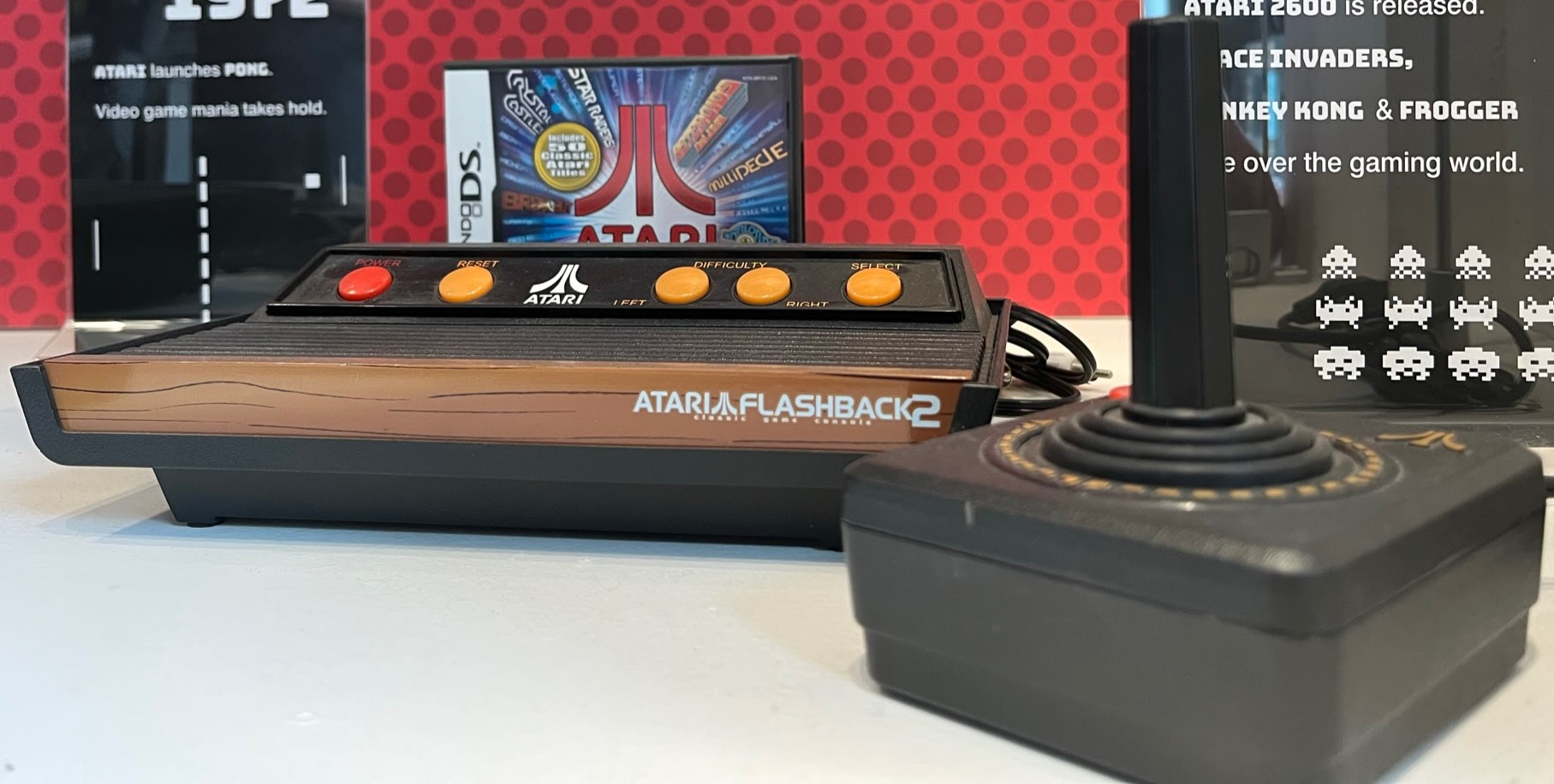
Одна из консолей серии Atari Flashback, копия оригинальных Atari из 70-х, 80-х годов со встроенной библиотекой старых игр
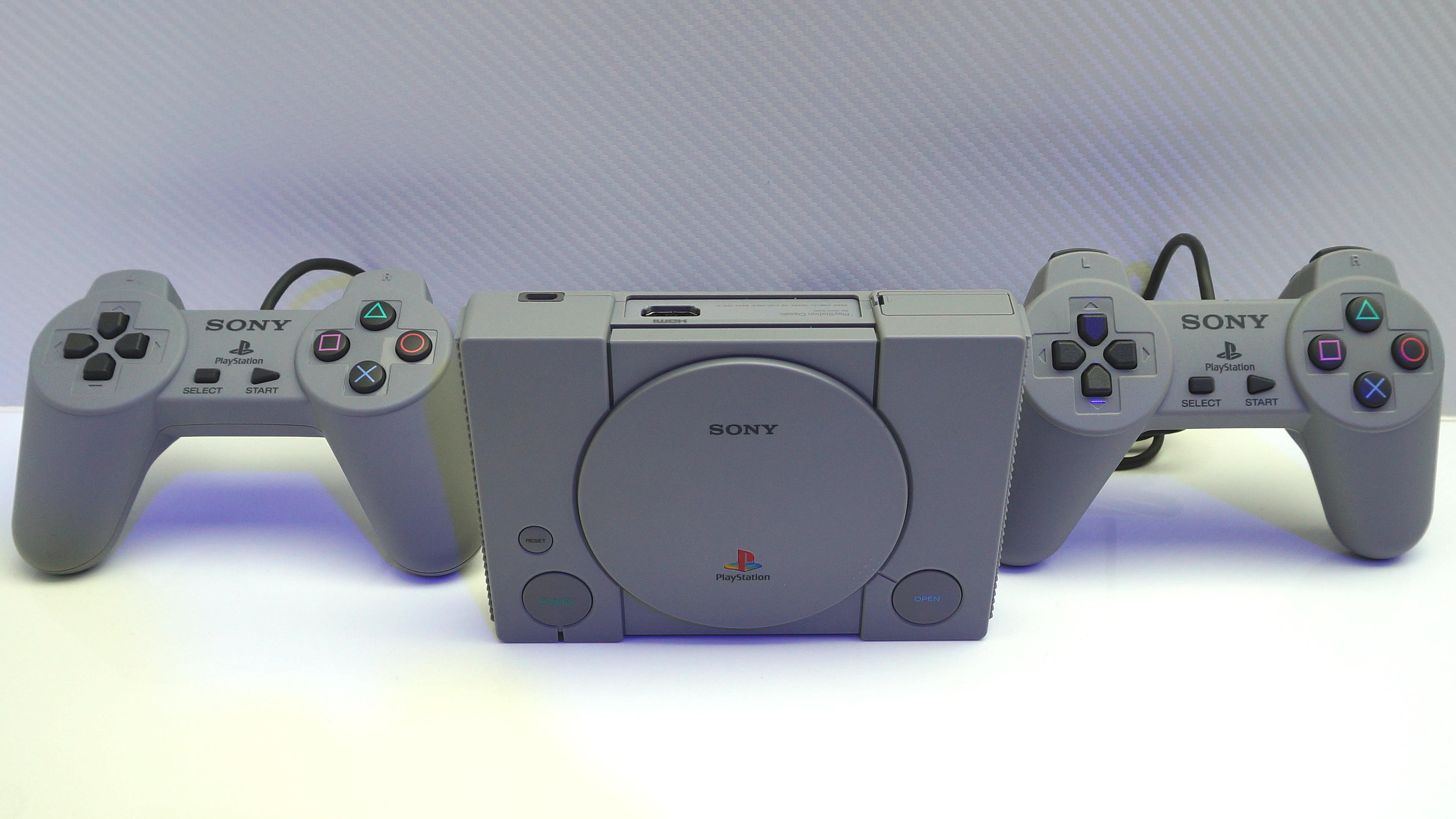
PlayStation Classic — улучшенная версия PlayStation 1994 года со встроенной библиотекой старых игр
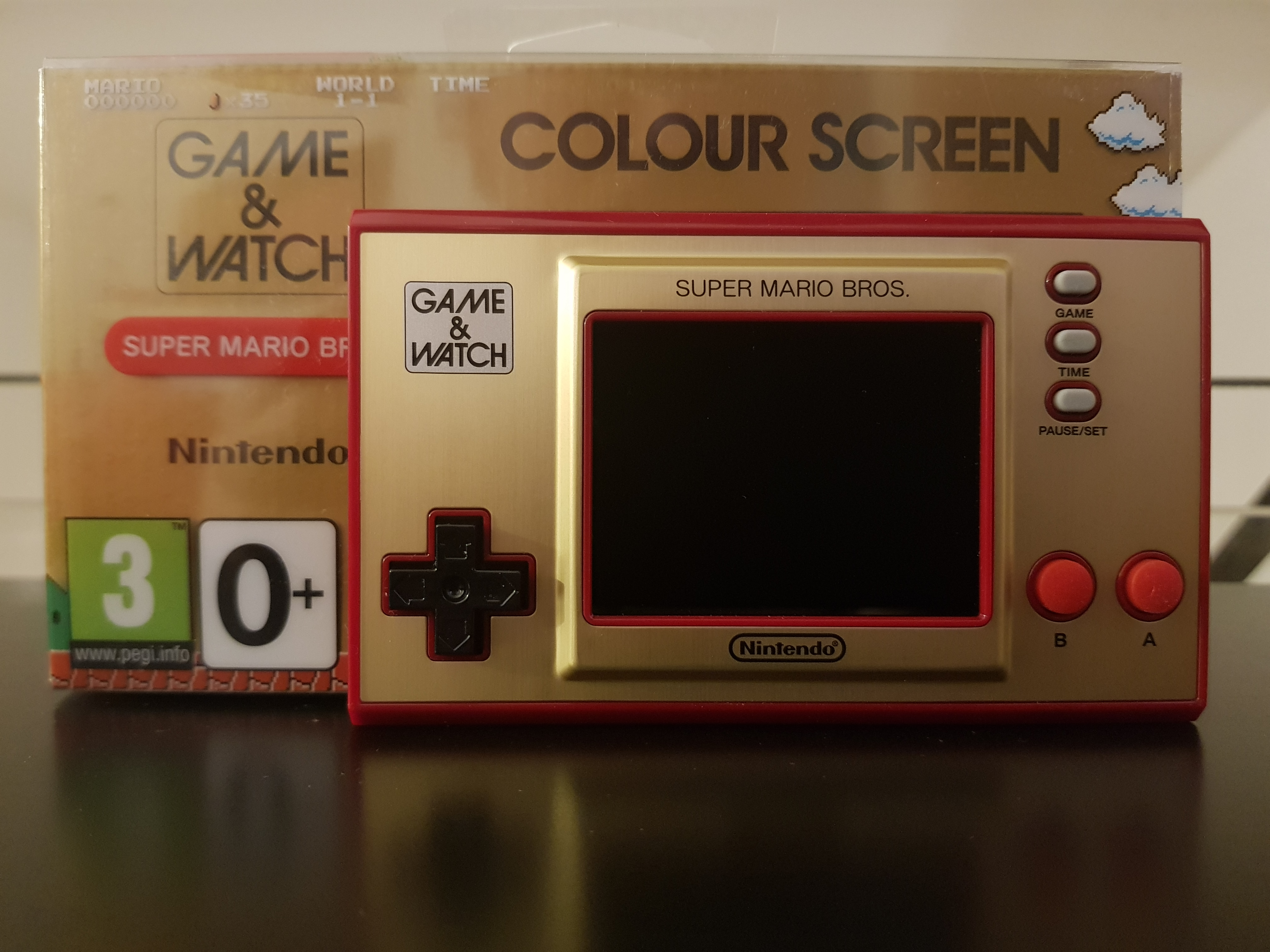
Game & Watch: Super Mario Bros.[англ.] — изменённая версия Game & Watch 2020 года с цветным экраном и встроенными играми серии Mario или Zelda
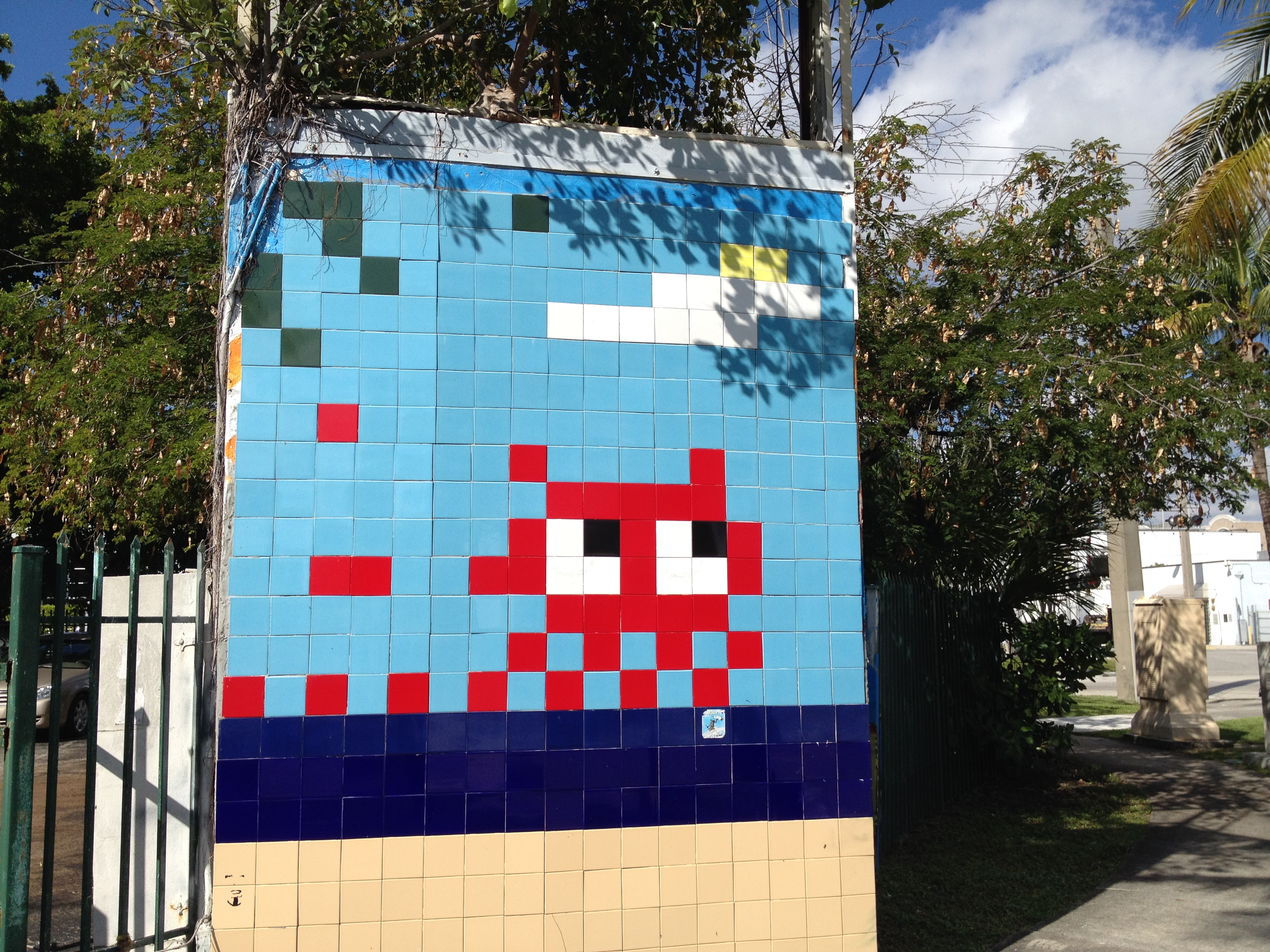
Стрит-арт по теме Space Invaders
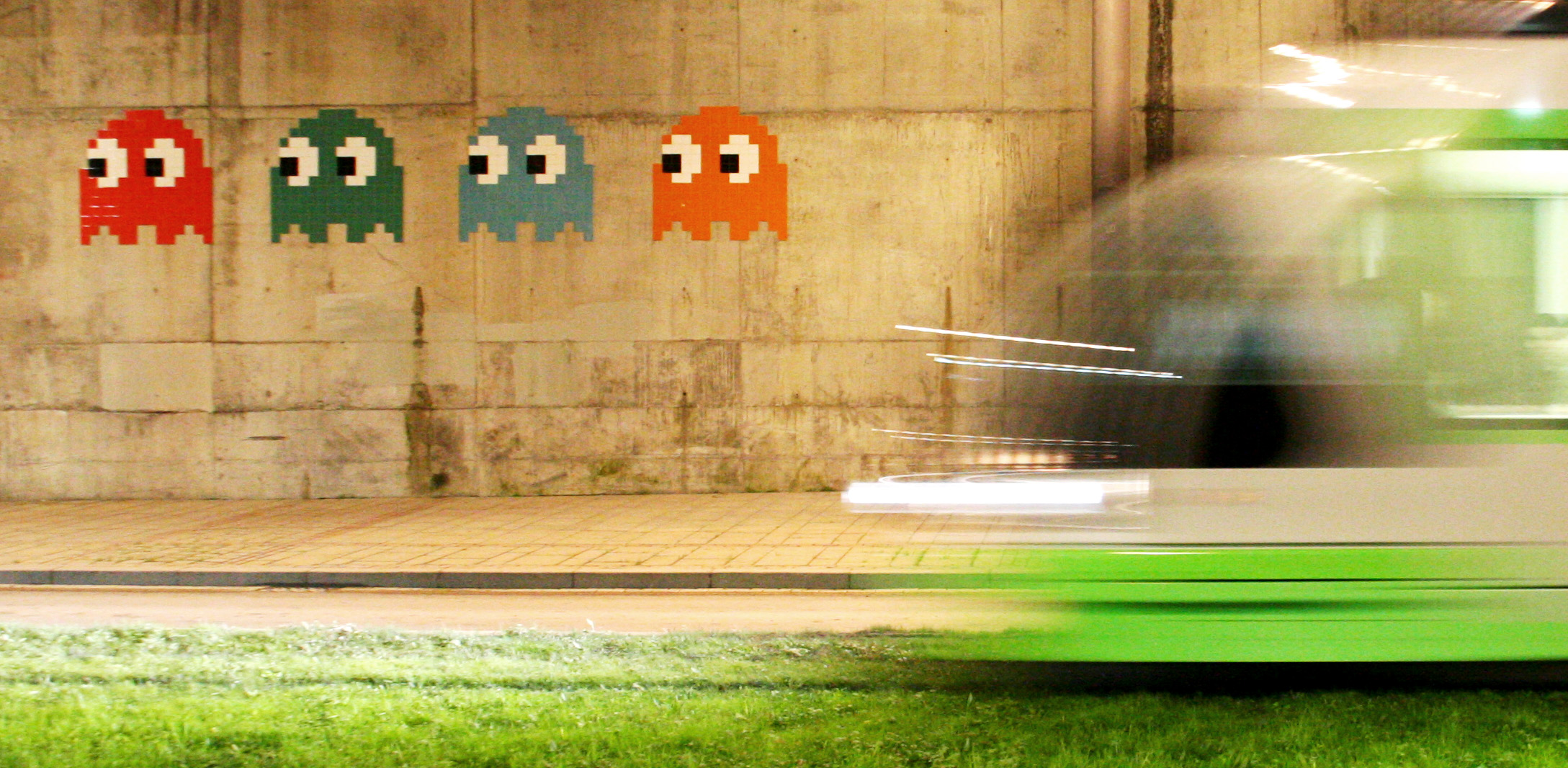
Стрит-арт по теме Pac-Man
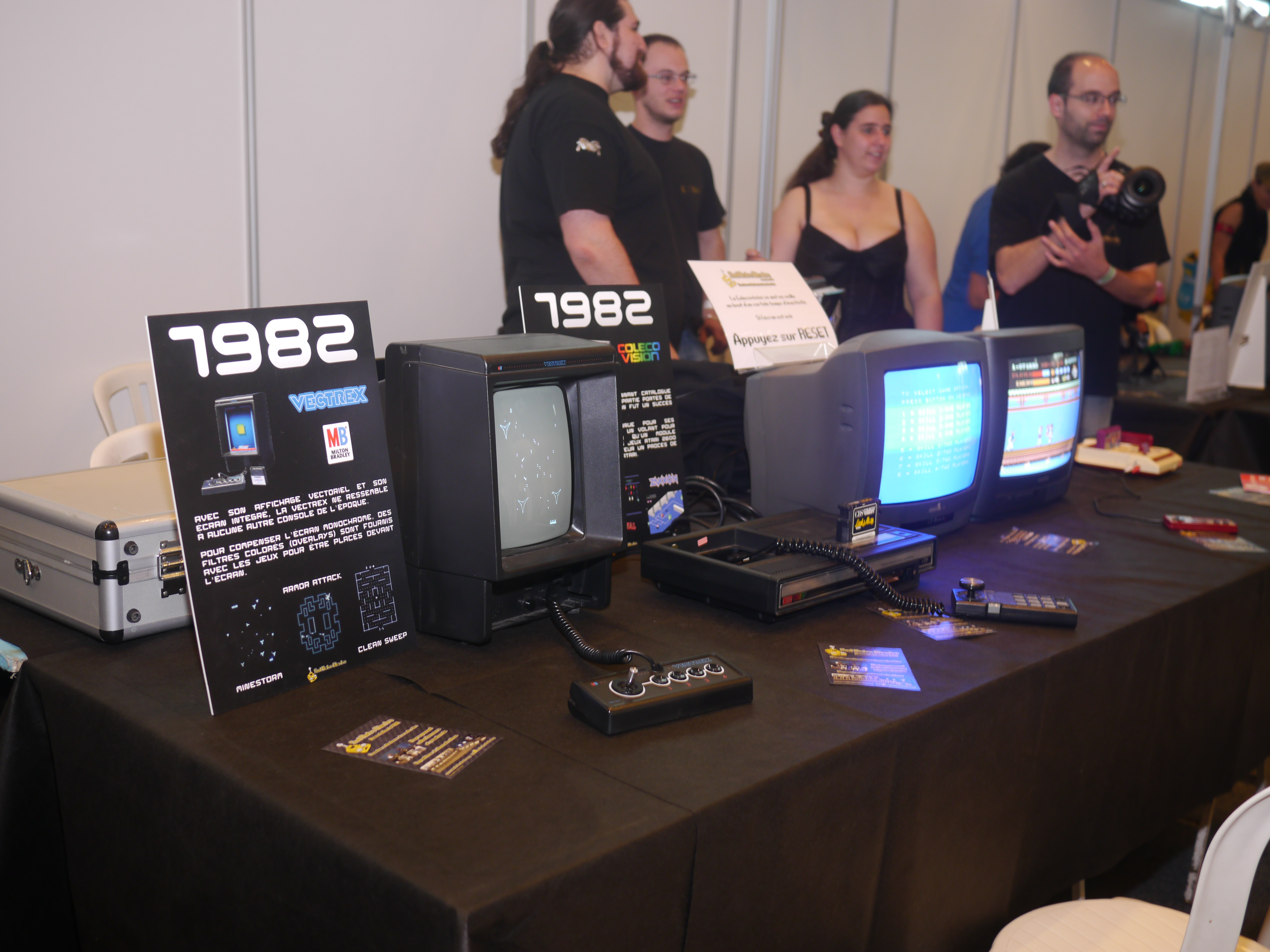
Выставка старых игр со старым оборудованием на фестивале Mang'Azur
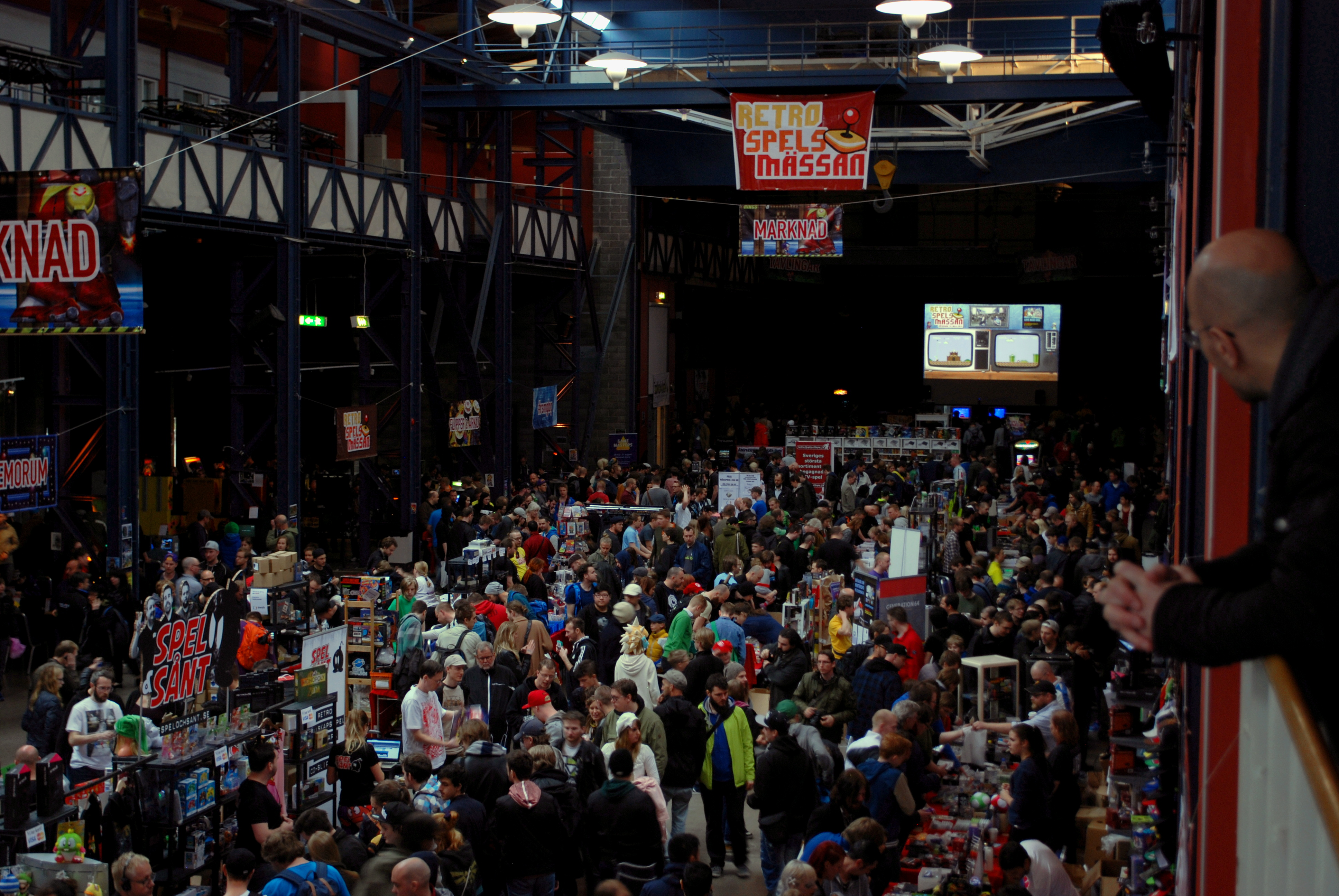
Выставка ретро-игр, Гётеборг, Швеция 2015 год
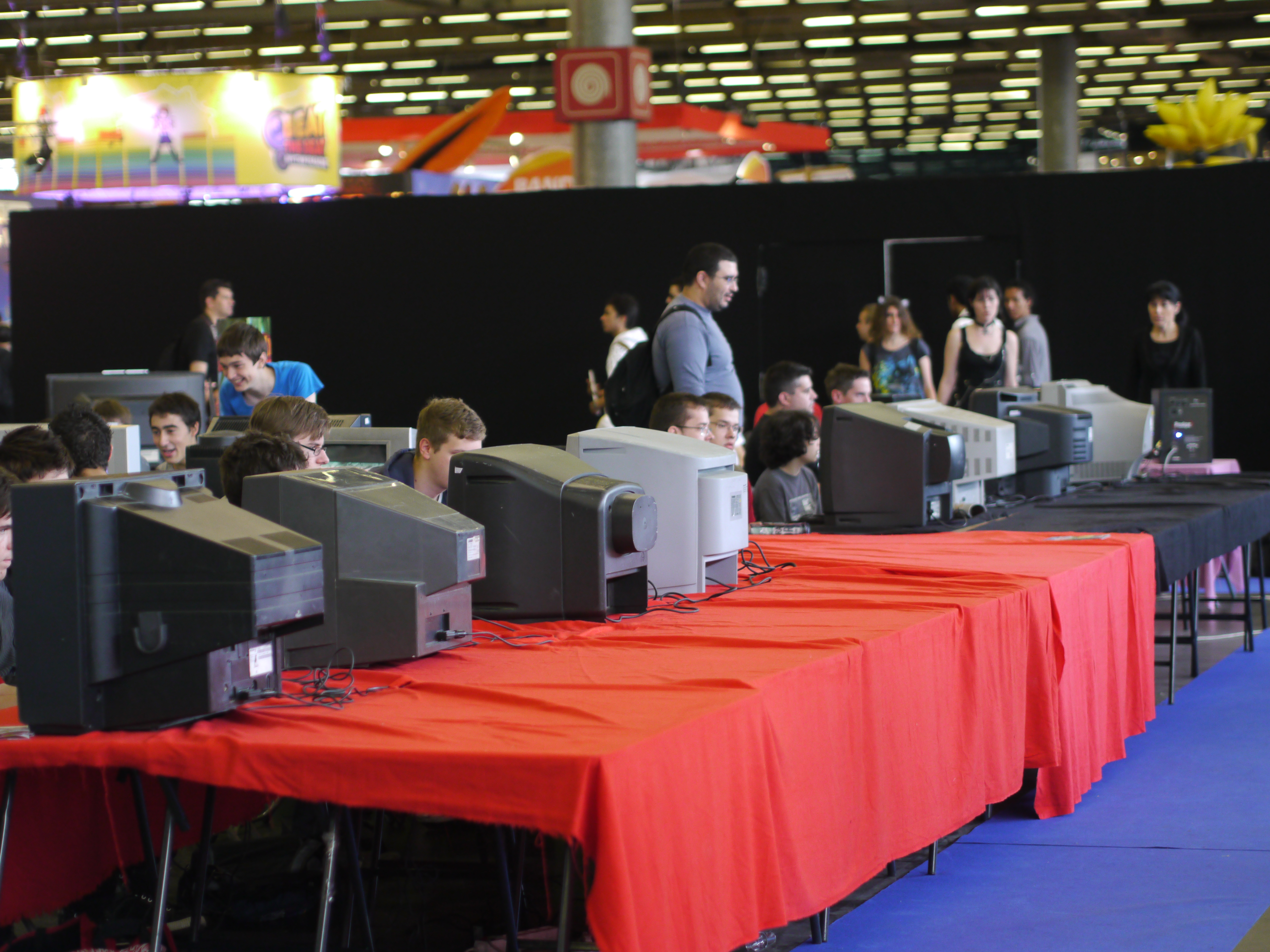
Посетители играют в старые игры на Japan Expo, 2012 год
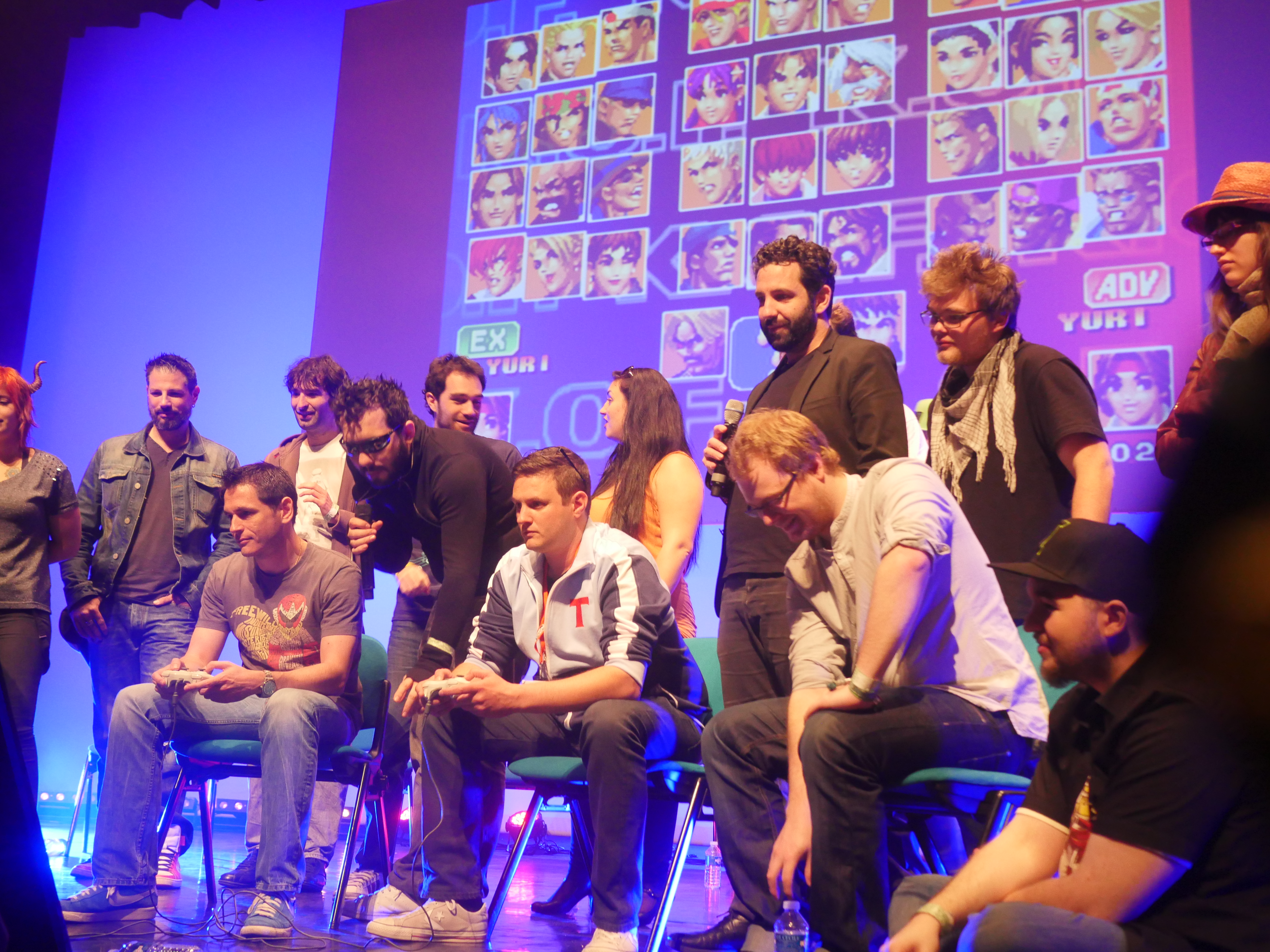
Совместная игра в старый файтинг на выставке Mang'Azur 2015
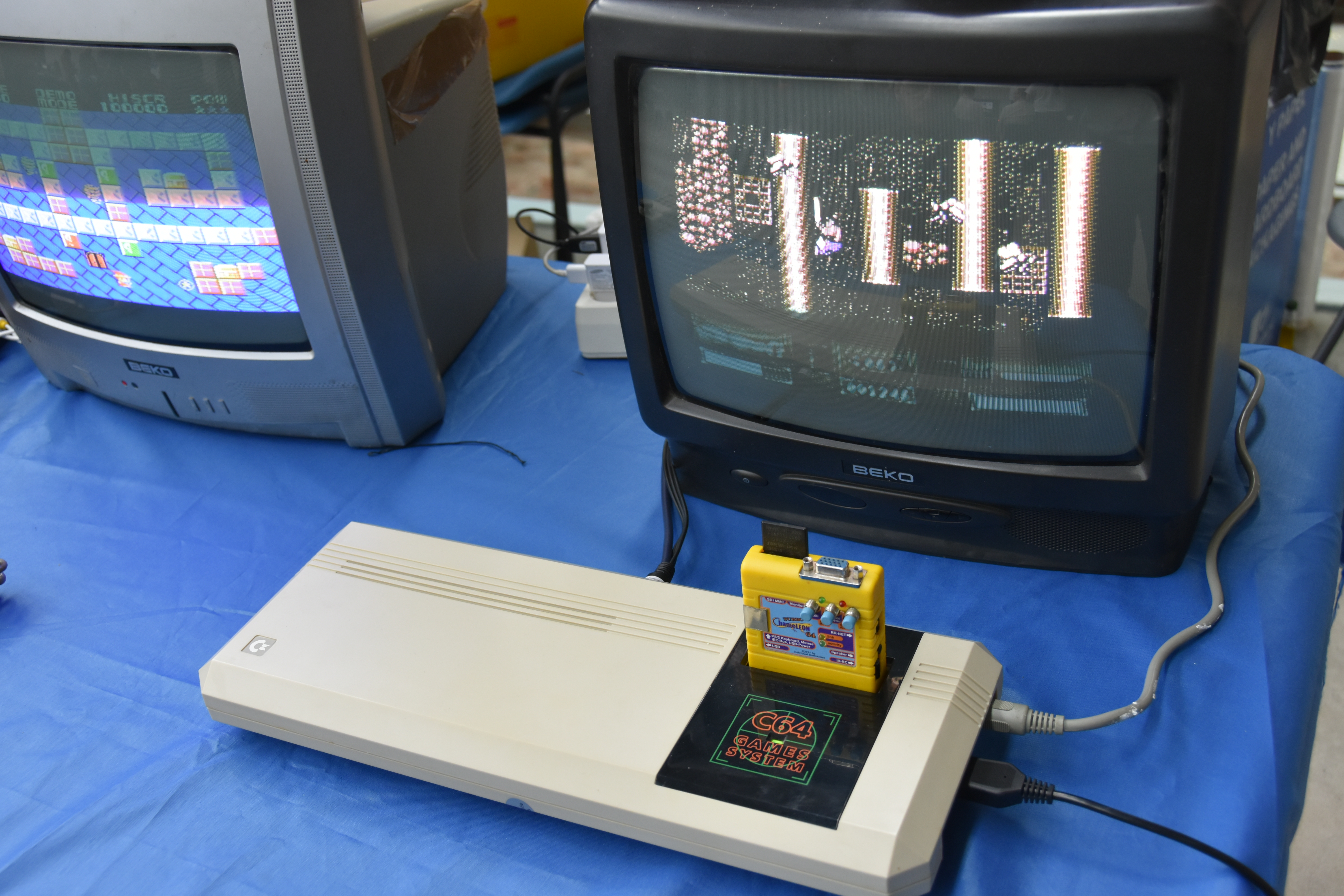
Запущенная игра на выставке RetroMadrid 2017
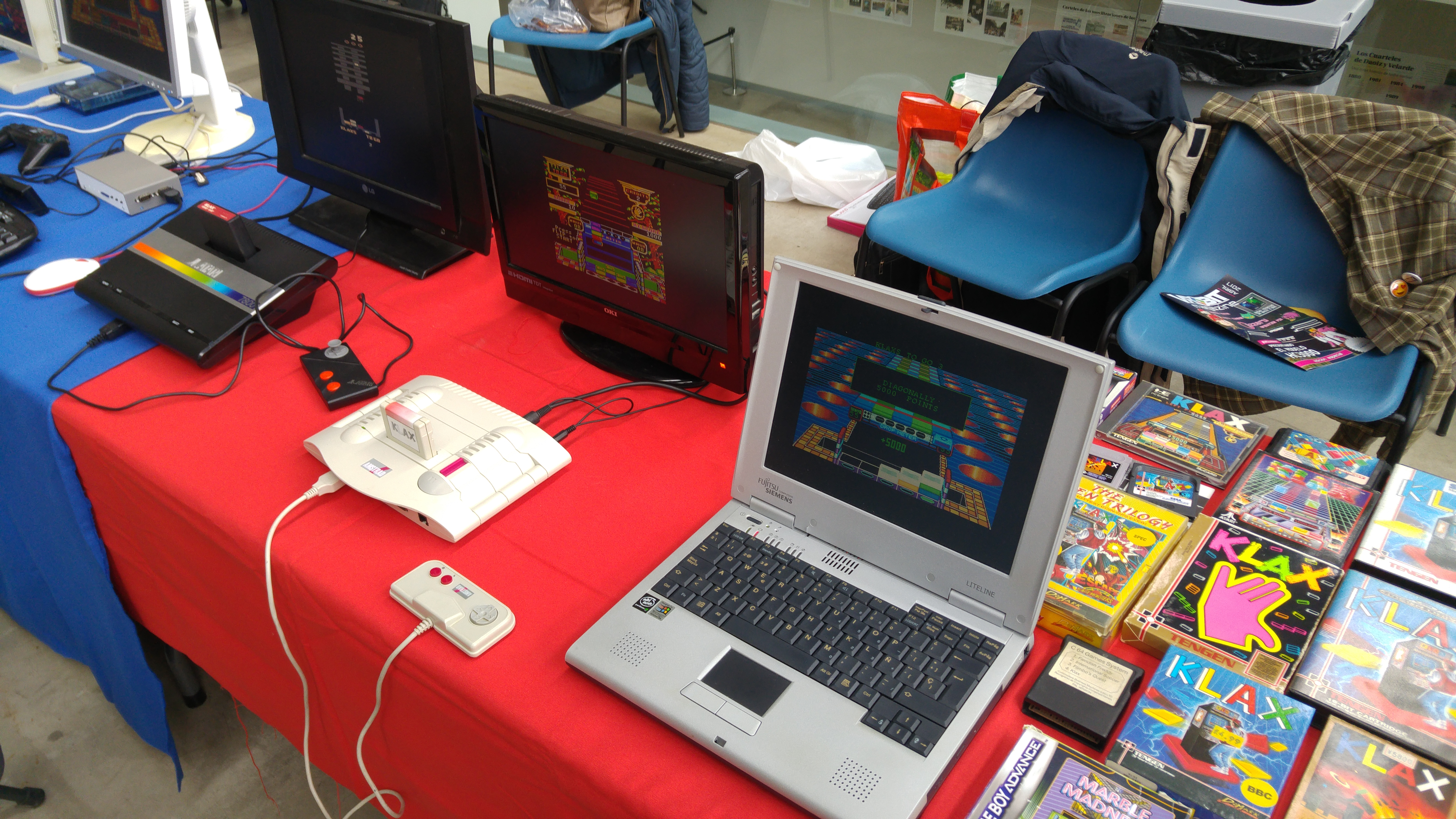
Запущенная игра на старом ноутбуке, RetroMadrid 2017
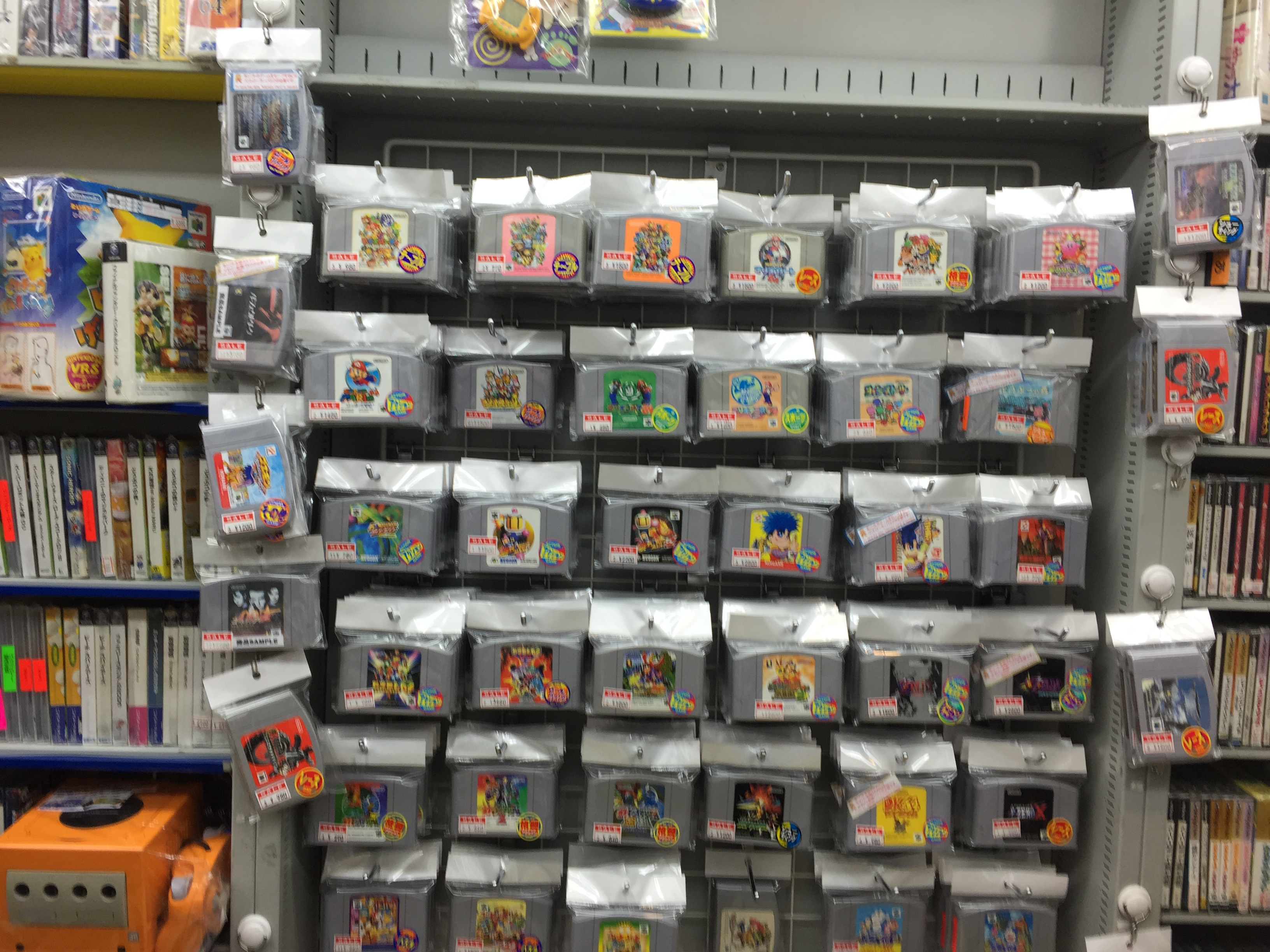
Продажа подержанных картриджей для Nintendo 64, 2013 год
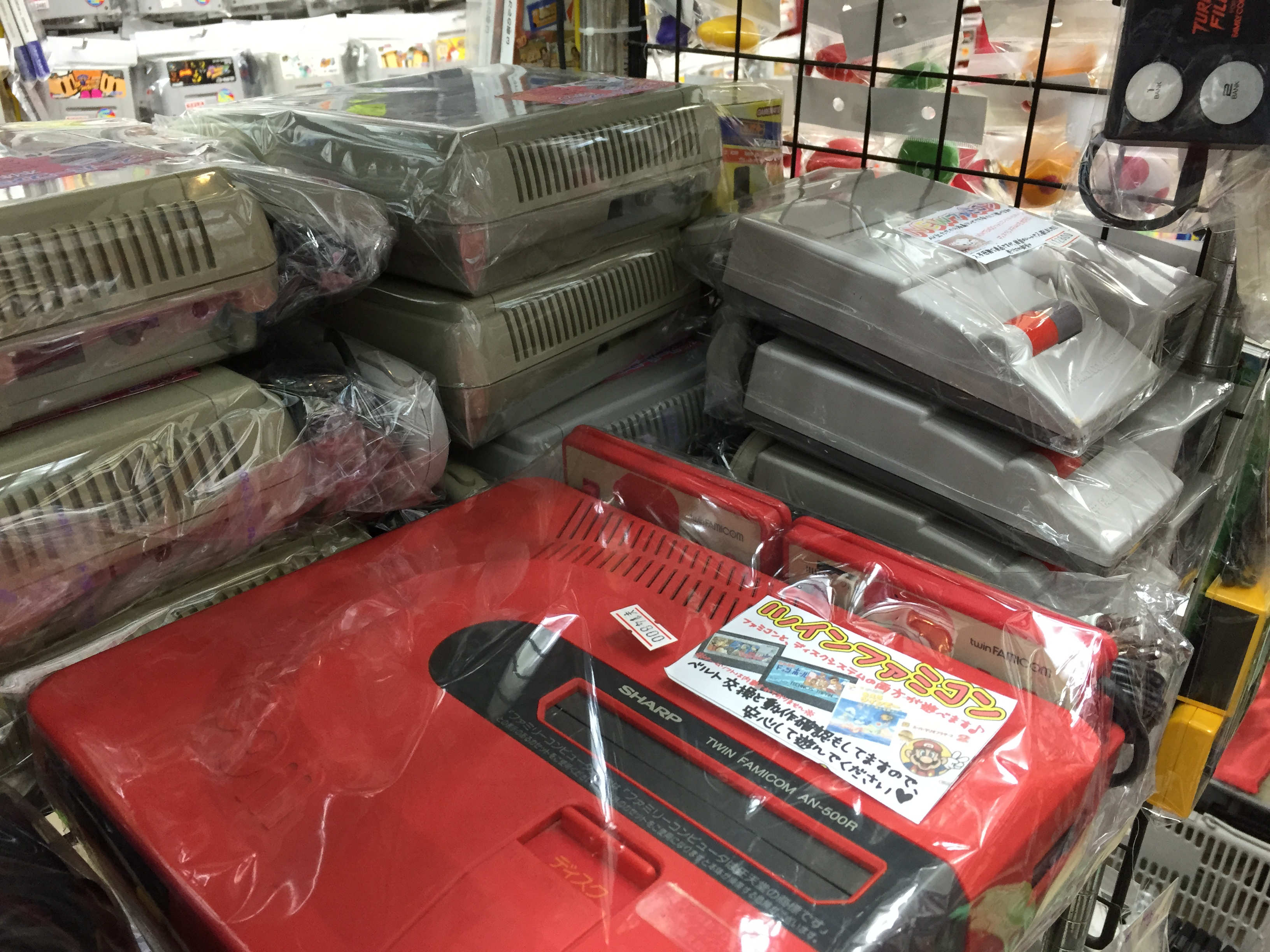
Продажа подержанных приставок Famicon, 2015 год
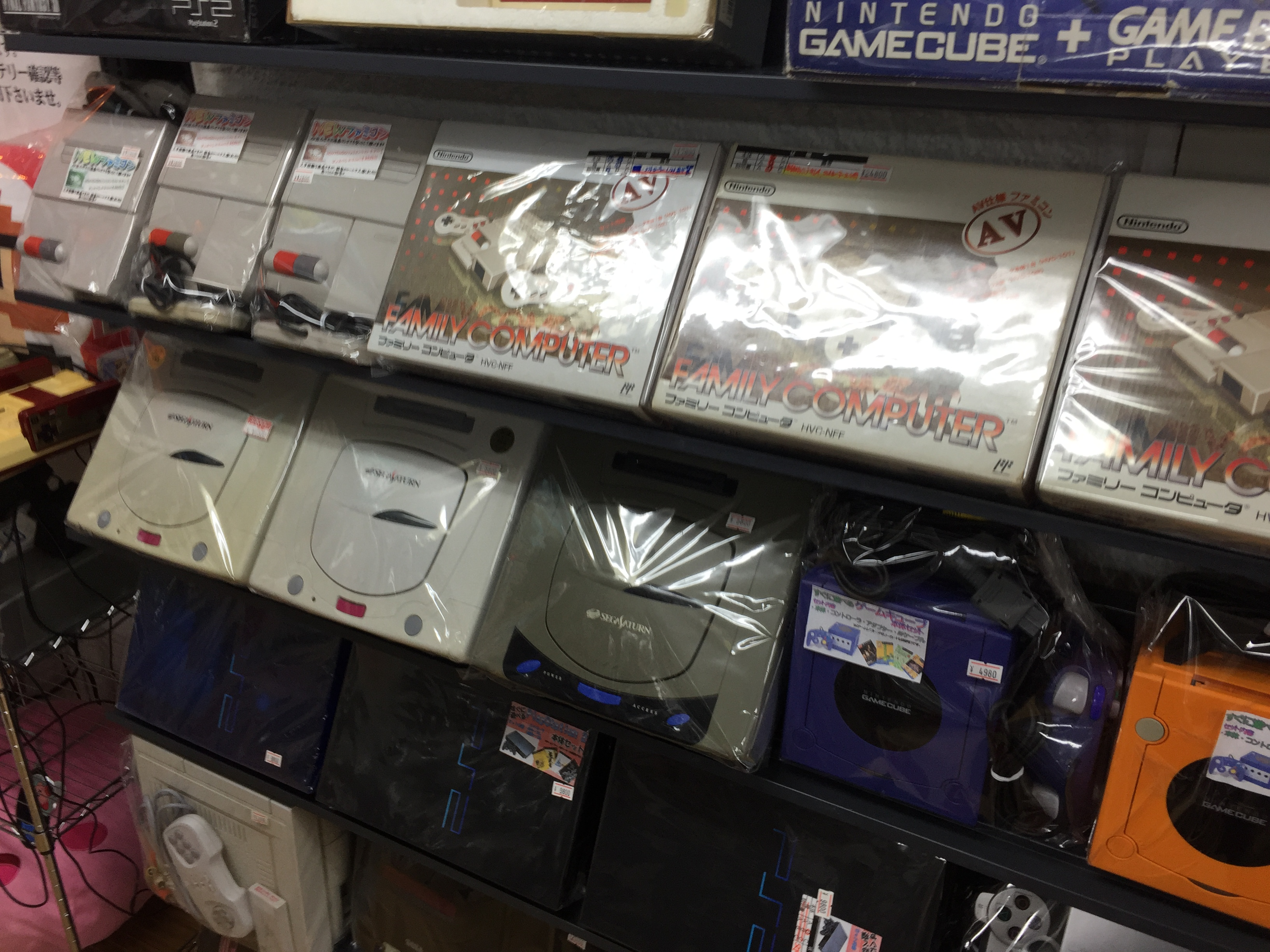
Продажа подержанных устаревших приставок, 2016 год
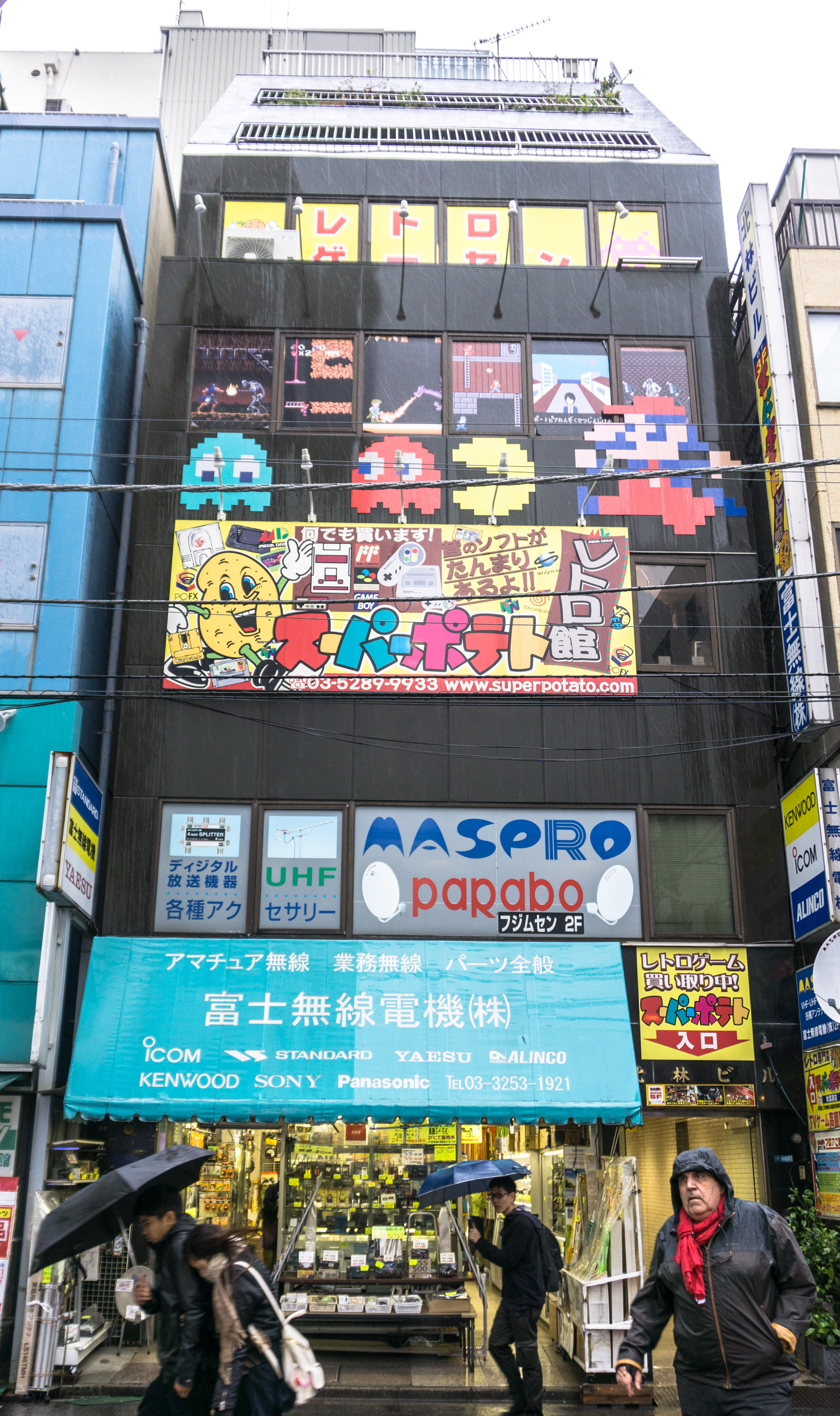
Super Potato[англ.]  — магазин старых игр и приставок в Акихабаре, Токио, Японии
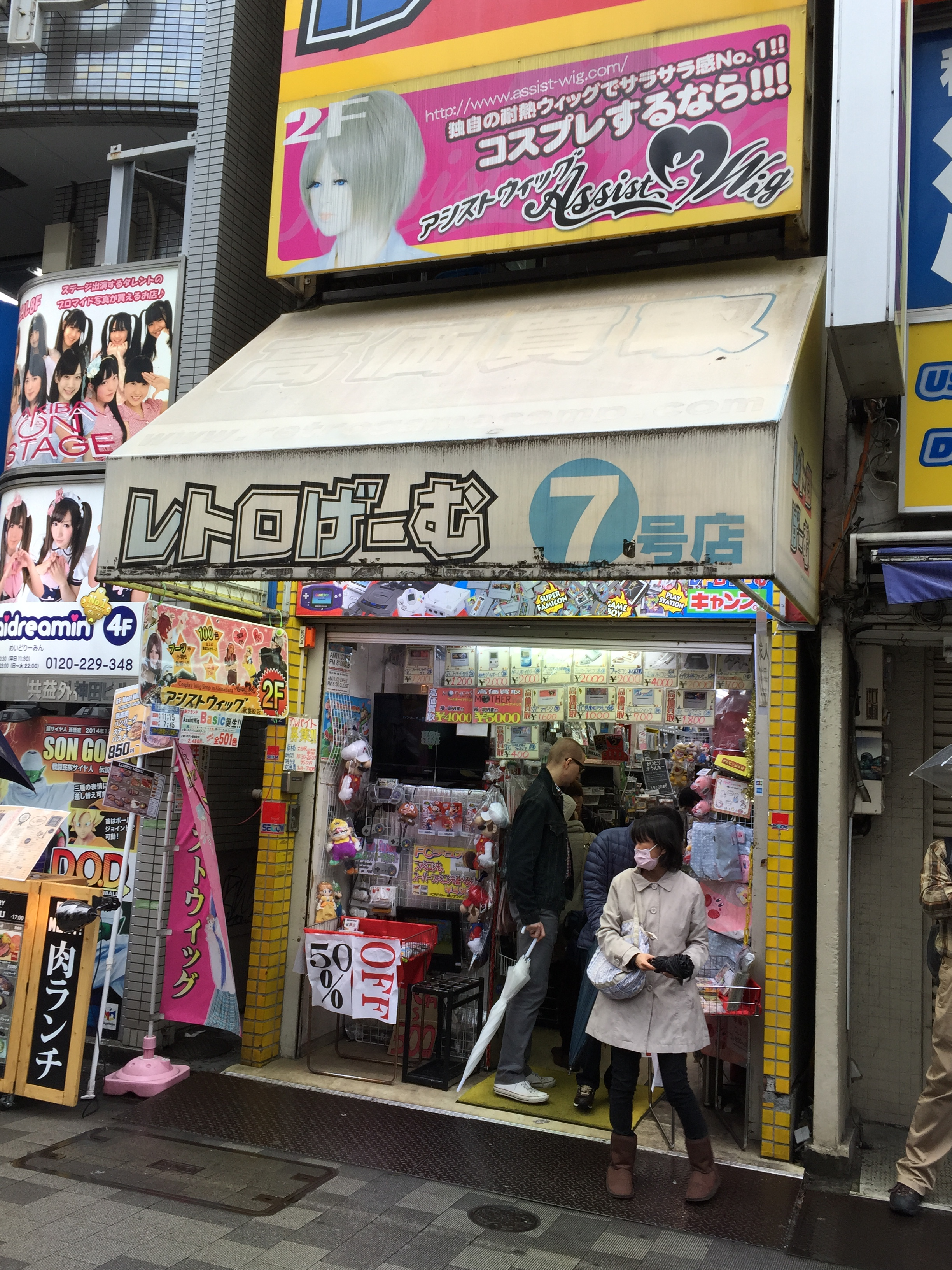
Один из японских игровых комисионных магазинов
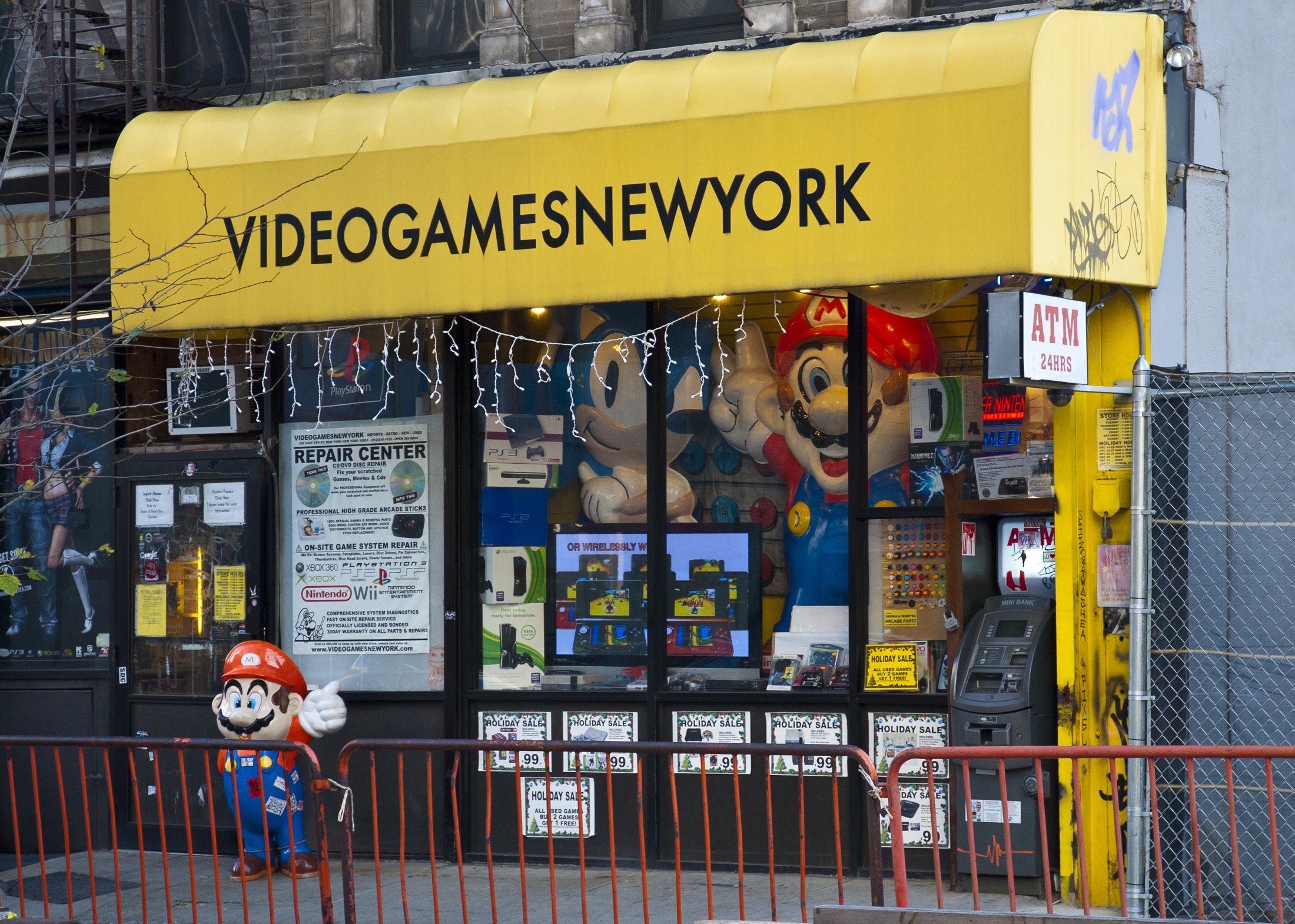
Комиссионный магазин игр в Нью-Йорке, США

## Комментарии
1. ↑  Олдскул, олдскульный — калька с английского «old school» (рус. старая школа), устоявшееся выражение, обозначающее что-то, утратившее массовую популярность, в том числе настольные и видеоигры и методы их прохождения